# Namcha Barwa Himal
La Namcha Barwa Himal, també coneguda com a Namjagbarwa syntaxis o Namjagbarwa Group Complex, és la secció més oriental de l'Himàlaia, al sud-est del Tibet i al nord-est de l'Índia. Aquest tram de l'Himàlaia s'estén al llarg de 180 km, des de la capçalera del riu Siyom, a la frontera entre el Tibet i l'Índia i la fi del congost del Yarlung Tsangpo. Els principals cims d'aquesta serralada són:
- Namcha Barwa, 7,782 m
- Sanglung, 7.090 m a 29°40"N, 95°08'00"E, no escalada
- Nai Peng, 7.043 m a 29°37'12"N, 95°03'00"E, escalat per primera vegada el 1984[2]
- Sentang Bu, 6.812 m a 29°49'48"N, 95°00'36"E, No escalat

El Gyala Peri, de 7.294 m, està situat a 22 km al NNW del Namche Barwa, a l'altra riba del Yarlung Tsangpo i, per tant, formant part de la Nyenchen Tanglha Shan, però sovint és inclòs en aquesta serralada per la proximitat.